# Soekarno-Hatta International Airport
Lufthavnen Soekarno Hatta er en lufthavn beliggende vest for Jakarta de betjener til dagligt flyselskaber som Wingsáir (operated by Lion Air), Lion Air og Indonesian Express Airlines der bl.a. også har base i denne lufthavn.
6°07′38″S 106°39′14″Ø / 6.12736°S 106.65383°Ø